# Tetrablemma medioculatum
Espèce
Tetrablemma medioculatum est une espèce d'araignées aranéomorphes de la famille des Tetrablemmidae.

## Distribution
Cette espèce se rencontre en Inde et au Sri Lanka.

## Liste des sous-espèces
Selon World Spider Catalog (version 14.5, 2014) :
- Tetrablemma medioculatum cochinense Lehtinen, 1981
- Tetrablemma medioculatum gangeticum Lehtinen, 1981
- Tetrablemma medioculatum medioculatum O. Pickard-Cambridge, 1873

## Publication originale
- Lehtinen, 1981 : Spiders of the Oriental-Australian region. III. Tetrablemmidae, with a world revision. Acta Zoologica Fennica, vol. 162, p. 1-151.